# 西湖街道 (雷州市)
西湖街道，是中华人民共和国广东省湛江市雷州市下辖的一个乡镇级行政单位。

## 行政区划
西湖街道下辖以下地区：
商业社区、雷茂社区、缘湖社区、湖滨社区、湖中社区、西湖社区、霞海社区和上坡社区。